# Munidopsis cascadia
Munidopsis cascadia är en kräftdjursart som beskrevs av Ambler 1980. Munidopsis cascadia ingår i släktet Munidopsis och familjen trollhumrar. Inga underarter finns listade i Catalogue of Life.